# Massacro di Ba Chúc
Il massacro di Ba Chúc è stato compiuto dall'Esercito rivoluzionario della Kampuchea (Khmer rossi), il 18 aprile 1978 nel villaggio di Ba Chúc, Tri Tôn, nella provincia di An Giang in Vietnam del sud. Degli abitanti di Ba Chúc 3157 sono stati uccisi, mentre solo due sono sopravvissuti.
L'attacco fece parte degli eventi che hanno provocato l'invasione vietnamita della Cambogia.